# 侧面逆位
侧面逆位（Reversal of sides）是一種發生在鰈形目物種的現象，指物種的眼睛及有色面跟同品種的其他同類相反。這兩種不同一般同時發生，但亦有特殊個案可並非同時發生，即有色面在盲側，而非兩眼的一側。

## 簡述
鰈形目魚類可以分為鰈亞目和鰜亞目兩大類：鰈亞目在出生時，其眼睛的位置已固定；但鰜亞目在出生時，眼睛仍然與其他魚類一樣，到長大時，底側的眼才慢慢移動到頂側，像其祖先進化的過程一樣。而在鰈亞目的物種裡，鰈科及其相近物種的大多數是右眼型，即兩眼擠到右側，用其左側躺在海底；而牙鮃科及其相近物種則相反是左眼型，用其右側躺在海底，兩眼都擠到左側去。因此民間有“左鮃、右鰈”之說。
出現側面逆位的機率，各個物種不同，有小至0.5%，到多至一半半的比例。因此，學術出版一般不會使用「左側」、「右側」，而用「順側」、「盲側」作分別。至於有色面長在盲側的比較更低，只有約0.02%到1%。